# NGC 6221
NGC 6221 (również PGC 59175) – galaktyka spiralna z poprzeczką (SBc), znajdująca się w gwiazdozbiorze Ołtarza. Odkrył ją John Herschel 3 maja 1835 roku. Należy do galaktyk Seyferta typu 2.
W galaktyce tej zaobserwowano supernową SN 1990W.